# Седінкіно
Седі́нкіно (рос. Сединкино) — село у складі Заводоуковського міського округу Тюменської області, Росія.
Населення — 231 особа (2010, 257 у 2002).
Національний склад станом на 2002 рік:
- росіяни — 83 %